# Elsbach (Mosel)
Der Elsbach oder Elsgraben ist ein knapp anderthalb Kilometer langer linker Zufluss der Mosel im rheinland-pfälzischen Landkreis Trier-Saarburg, der auf dem Gebiet der  Ortsgemeinde Schleich verläuft.

## Geographie

### Verlauf
Der Elsbach entspringt auf etwa 290 m ü. NHN bei Schleich.
Er fließt in östlicher Richtung und mündet schließlich auf einer Höhe von ungefähr  115 m ü. NHN  in Schleich von links  in die Mosel.
Der 1,448 km lange Lauf des Elsbachs endet ungefähr 175 Höhenmeter unterhalb seiner Quelle, er hat somit ein mittleres Sohlgefälle von etwa 12 ‰.

### Einzugsgebiet
Das  1,002 km² große  Einzugsgebiet des Elsbachs wird über die Mosel und den Rhein zur Nordsee entwässert.